# Dave Baez
Dave L. Baez (* 26. Juni 1971 in New Bedford, Massachusetts als Dave L. Ortiz) ist ein US-amerikanischer Theater- und Filmschauspieler.

## Leben
Baez wuchs in einer multiethnischen Familie, unter anderen mit portugiesischen und puerto-ricanischen Wurzeln, auf. Er studierte an der University of Massachusetts in Dartmouth Theaterwissenschaften und sammelte während dieser Zeit erste Erfahrungen als Theaterschauspieler. Nach seinem Studium zog es ihn nach Miami, wo er an ersten professionellen Theaterproduktion mitwirkte. In New York City erweiterte er seine Schauspielkenntnisse am Schauspielstudio von Herbert Bergdorf unter der Leitung von William Hickey. Anschließend wurde er in das Ensemble Absolute Theatre Company aufgenommen.
Baez debütierte damals noch unter seinem Geburtsnamen in zwei spanischsprachigen Filmproduktionen als Schauspieler. 2003 war er in insgesamt fünf Episoden der Fernsehserie Kate Fox & die Liebe in der Rolle des Ramon Vasquez zu sehen. 2007 verkörperte er in der Fernsehserie Dexter die Rolle des Gabriel. 2012 übernahm er in insgesamt acht Episoden die Rolle des Francisco in der Fernsehserie Zeit der Sehnsucht. In den folgenden Jahren übernahm er Episodenrollen in Fernsehserien wie The Mentalist, The Catch oder Legion. Von 2019 bis 2020 war er in der Rolle des Fernando Amable in der Fernsehserie Greenleaf zu sehen.
Er ist mit Jana Williams verheiratet.

## Filmografie
- 1998: Golpe de estadio
- 2003: Casa de los babys
- 2003: Kate Fox & die Liebe (Miss Match) (Fernsehserie, 5 Episoden)
- 2004: Second Time Around (Fernsehserie, Episode 1x09)
- 2005: All of Us (Fernsehserie, Episode 2x17)
- 2005: The Crow – Wicked Prayer
- 2005: Soil (Kurzfilm)
- 2005: Las Vegas (Fernsehserie, 2 Episoden)
- 2006: 9/Tenths
- 2007: LA Blues
- 2007: On the Doll
- 2007: Dexter (Fernsehserie, 5 Episoden)
- 2011: The Secret Circle (Fernsehserie, Episode 1x03)
- 2011: Level 26: Dark Revelations
- 2012: Zeit der Sehnsucht (Days of Our Lives) (Fernsehserie, 8 Episoden)
- 2012: The Mentalist (Fernsehserie, Episode 4x23)
- 2012: Bullets (Mini-Serie)
- 2012: Cybergeddon Zips (Fernsehserie, Episode 1x05)
- 2015: Maron (Fernsehserie, Episode 3x01)
- 2016: Mütter & Töchter (Mothers and Daughters)
- 2017: The Catch (Fernsehserie, Episode 2x07)
- 2018: Legion (Fernsehserie, Episode 2x04)
- 2019–2020: Greenleaf (Fernsehserie, 7 Episoden)
- 2020: Critical Thinking
- 2020: Deranged Granny (Fernsehfilm)